# Sophie Coignard
Sophie Coignard is een Franse onderzoeksjournaliste.  Zij werkt voor het Franse weekblad Le Point en doet in het bijzonder onderzoek naar de vrijmetselarij.